# 經遠號裝甲巡洋艦
經遠號裝甲巡洋艦是清朝为其海軍向德国订购的裝甲巡洋艦之一（有的著作里也划分为铁甲舰）。本舰作为北洋舰队的重要一员参加了甲午战争。本舰服役生涯中唯一一战是在黄海海战，作战中管带（舰长）林永昇头部中弹身亡，成为清朝建设西式海军以来第一位作战中战死的舰长。而经远号在屡受重创、高级军官纷纷战死的情况下继续与日舰交战，最终倾覆沉没。2018年9月，经远号沉舰遗迹于辽宁大连庄河海域被发现。

## 设计和概述
1884年中法战争馬江海戰一役，福建船政水師惨败，几乎全军覆没。受此惨败刺激，清朝计划重新对外购买若干巡洋舰。时任直隶总督兼北洋大臣李鴻章原本希望参照穹甲巡洋舰濟遠號的设计再造4艘。然英国方面对失去订单一事一直耿耿于怀，在面对清廷抛出新订单之际极欲分一杯羹；加上济远号作为德国第一次建造穹甲巡洋舰，经验不足，设计上颇有缺陷之处，英国方面趁机对济远号的设计展开批评，并向时任驻英公使曾纪泽宣传英国的设计。经过一番辩论和权衡，清廷最终决定在德国建造两艘装甲巡洋舰（即本级），另外在英国建造两艘穹甲巡洋舰（即致遠級防護巡洋艦）。
本舰长82.4米、宽11.99米、吃水5.11米。排水量2900吨，额定乘员202人。外观上双烟囱，仅有的一根桅杆在烟囱后面。前部设置有前艏楼，从舰艏一直延伸至至主炮台前部；其余部分安装有与前艏楼平齐的舷墙。司令塔位置在主炮台后面，顶部为露天的罗经舰桥。
武器方面，主炮为两门克虏伯1880式35倍径210毫米后膛炮，全部安装于舰艏的双联装露炮台；副炮为两门克虏伯1880式35倍径150毫米后膛炮，安装在舷侧耳台，射界135度。本舰重视舰艏火力，主、副炮全部可以朝前发射，是典型的船头对敌设计。引人争议的是本舰舰艉完全没有大、中口径火炮，仅有若干小口径火炮，包括两门克虏伯75毫米舢板炮、两门哈乞开斯47毫米速射炮、两门哈乞开斯37毫米5管速射炮，在乱战战术中作自卫用。桅盘上还有一门哈乞开斯37毫米5管速射炮。按照当时海军的惯例，本舰安装有撞角。鱼雷武器为4具鱼雷发射管，两具在舰艏水线下，另两具在两舷。
防护方面，本舰采用了类似铁甲舰的中央装甲盒结构，保护着要害部位。侧面的水线装甲由三段装甲拼接而成，上方9.5英寸（241）、下方5.2英寸（132），但高度仅有5.92英尺（1.80）。因为水线装甲带装设位置太低，正常排水量状态下装甲带顶部差不多到了水线位置，满载时情况更严重。而且装甲带各装甲板因为是拼接而成，接缝处中弹即可能造成破裂进水。除了中央装甲盒，前后部位还各布置有穹甲甲板，中部高于水线，厚度比较薄，中部平行部分仅厚1.5英寸（38），两侧倾斜入水部分厚3英寸（76）。主炮露炮台胸墙装甲8英寸（203），炮台采用后部敞开式炮罩，厚度1.5英寸（38）。至于司令塔，侧壁厚度6英寸（152）。司令塔顶盖与塔壁留有较高的空隙，中间仅通过几根柱子相连。这种设计改善了观察视野，但也使得弹片和小口径炮弹能从缝隙中飞入，留下了隐患。

## 舰历
1885年1月1日，伏爾鏗造船廠开始动工兴建，工厂编号176。中途因为设计方案之争，本舰几经修改，实际时间有所拖延。时任德国首相奥托·冯·俾斯麦非常重视英德之间关于此次中国新舰的竞赛，认为这将会对两国将来的军舰出口成绩造成重要的影响，因此对两舰建造非常关心，指出为了按时、高质完成订单，德国海军部应参与监管。本舰建造过程非常顺利，1887年1月3日下水，比合同提前完成。1887年1月15日，德国驻华公使巴兰德致信李鸿章，转达俾斯麦的意见，希望由德国派人员操舰返国；如果中方希望自行派员驾舰返回，那么德方也希望能留用若干德国专家协助指导，以避免因为中方对机械不熟悉而发生故障，而让英方趁机捉住把柄。李鸿章对此表示同意，经远级两舰均留用了若干德籍洋员。为了接收各舰，清朝派出一支400人组成的接舰队伍，由北洋水师总教习、海军提督琅威理率领，其中经远号的接收管带为林永昇。同年9月，經遠號以及姊妹舰來遠號前往朴茨茅斯军港，与在那里等候的致遠號、靖遠號会合。9月12日03时，编队开始升火，13时起锚，14时出港。同年12月中旬，编队最终在厦门与在当地过冬的北洋舰队主力会合。各舰归国后，海军衙门决定均编入北洋水师。
1894年，清朝与日本就朝鲜的权益问题产生的矛盾日趋激烈。同年5月17日，李鸿章在威海检阅海军。此时经远号等的保养情况并不佳。
同年7月25日，日军第一游击队在豐島海戰击沉清朝防护巡洋舰广乙号、以及清朝向英商租借的运输船高升号，并击伤濟遠號、俘获炮舰操江號，甲午战争随之爆发。经远号作为北洋舰队一员，参加了舰队在战争初期的若干护航和巡逻行动。
1894年9月17日，北洋水师赴鸭绿江口的大东沟，掩护陆军登陆。北洋水师主力留驻于外场，部分吃水较浅的军舰则停泊在大东沟内的大东港，警戒转驳场。当天12:00稍过，鎮遠號一名瞭望水手发现不明煤烟。北洋各舰立即出动，以鳞次阵型离开登陆场，其中致远号序列第三，与右舷侧后方的经远号组成第二个分队。随后舰队展开为横列作战阵型，致远号、经远号小队位于定遠號、镇远号小队左翼，其中经远号依然位于致远号右舷侧后方。致远、经远小队左方预定则是济远号、广甲号组成的战斗小队，但因故未及时抵达阵位。交战之初，第一游击队对北洋舰队右翼较弱的超勇號、揚威號进行集中攻击，左翼压力较小。北洋舰队则以定远号、镇远号为首向日军本队冲击，左翼的致远号、经远号，以及右翼的靖远号、来远号一起，向本队旗舰松島进行炮击。13:10过后，联合舰队司令长官伊东佑亨海军中将下令本队将速度从8節（15每小時）提升到10節（19每小時）并左转掉头，准备使用左舷火炮交战而让右舷得到修整。然而本队序列第5的旧式铁甲舰比叡跟不上前4舰的速度而掉队，中间拉开了1000米的距离。定远等舰立即加速试图实施既定的“乱战”战术，其中致远、经远小队更直接脱离队伍突击。比叡冒险从定远号与经远号之间直接穿越，这时北洋各舰因担心会误击友方而并未能全力对其集中火力。由于北洋军舰的大中口径火炮安装位置比较高，无法射击近在咫尺、又外形低矮的比叡，定远号和经远号依靠小口径速射炮、尤其是桅盘上的机关炮射击，对比叡进行火力压制，比叡舰上的170毫米炮和150毫米炮难以施展。鉴于北洋军舰的速射炮火力无法摧毁有一定装甲防护的比叡，为此林永升决定暂停炮击，企图从侧翼靠近进行跳帮作战，定远号一边为配合经远号的行动也暂停了射击。比叡舰上官兵目击到经远号甲板上聚集了大批身穿红色制服的海军陆战队士兵。比叡此前的轻型火力遭到北洋军舰的压制无法使用，此时趁北洋军舰炮火暂停的空档，对经远号进行猛烈射击。虽然比叡的机关炮安装位置比较低，而经远号由于有高大的舷墙提供保护，甲板人员伤亡并不大，但是比叡的猛烈抵抗使得林永升产生了犹豫。比叡趁这一短暂的机会驶到了定远号和经远号之间的后部。经远号对比叡发射了两枚鱼雷，在比叡舰艉仅7米处擦过。比叡摆脱了北洋舰队，而本队序列第6的扶桑则加速左转，留在北洋舰队北洋舰队前面的只剩下航速较慢的炮舰赤城。13:55赤城向南试图躲避，致远、来远、经远、廣甲4舰进行了攻击。
经过激战，致远号爆炸沉没，济远号和广甲号逃离战场，第一游击队开始转为围攻经远号。在作战中一颗炮弹穿过司令塔的观察窗，林永升头部中弹阵亡。帮带大副陈荣接替指挥，向浅水区转向试图自救。16:30吉野突然将速度提升至15节逼近经远号。16:48吉野靠近到3300-2500米距离并开始对经远号进行射击，更一度逼近到1800米处，舰内涌出大量黑烟，从日方角度看起来已经失控。17:03经远号左舷水线装甲带的拼合处遭到命中，装甲板破裂，部分装甲脱落。吉野上的日军官兵甚至能看到经远号的钢梁裸露在外。紧接着日军的炮击又在经远号主甲板上造成数处起火，全舰升起大量浓烟，左侧破口处大量进水，舰体左倾。大副陈荣、二副陈京莹在主甲板上指挥灭火，不久陈京莹中弹身亡。17:05经远号勉力向东，此时已经烟尘冲天。第一游击队紧追不放。17:25经远号左侧大幅度倾斜，逐渐达到了90度，舰艏在日舰持续攻击下发生了猛烈的火灾。17:29经远号向左翻转沉没。经远号全舰仅16人获救，大副陈荣与舰同沉自尽。

### 黄海海战阵位
有关北洋舰队靖远号以及经远号、来远号在黄海海战前半阶段的阵位，在不同资料中有不同说法。北洋舰队在行进及作战中均采取了以两舰为一小队的鳞次阵。戚其章认为靠近比叡攻击的是靖远号，日本官方战史则认为是来远号。由于靖远号与经远号舰型不同，尤其前者双桅杆、单烟囱，而后者单桅杆、双烟囱，日方在仅相距数百米擦身而过时认错舰级的可能性非常低，故此戚说不予采信。至于左翼究竟是经远号还是来远号，日方官方战史比较混乱：海战开始及前半段一直称呼为“来远”，但在第一游击队追击时又变成了“经远”。
与此相对，陈悦特意指出，北洋水师方面将经远级与致远级混合使用，即经远号搭配致远号，来远号搭配靖远号；来远号从未与致远号单独编队，而经远号也从未与靖远号单独搭配。鉴于陈悦所著较日方官方战史相对较新，故采用陈说。

## 残骸
2018年9月21日，经远舰在辽宁大连庄河海域被发现，船体倒扣在12米深的水底。在船骸中，潜水人员发现舰舷外壁悬挂着雕刻“经远”字样的木牌，从而确认了船只为沉没的经远舰。。考古人员将进行测绘，确认船只状态后，抽走泥沙，露出舰体结构，并发掘清理出水文物。